# 情けは人の為ならず
情けは人の為ならず（なさけはひとのためならず）とは、日本語のことわざの一つ。対義語は「情け無用」。

## 原義
「情けは他人の為だけではない、いずれ巡り巡って自分に恩恵が返ってくるのだから、誰にでも親切にせよ」という意味である。
英語には「Today you, tomorrow me」（今日のあなたは明日の私）という同様の語句がある。

## 原義と異なる解釈
1960年代後半、若者を中心に言葉の意味を「情けをかけることは、結局その人の為にならない（ので、すべきではない）」という意味だと思っている者が多いことが、マスメディアで報じられた事が話題となった（この意味を持つことわざは「情けが仇（相手にかけた情けが逆に悪い結果を招く、という意味）」である）。
2000年頃より、再びそのように解釈するものが増えていると報じられる。平成13年（2001年）の文化庁による『国語に関する世論調査』では、この語を前述のように誤用しているものは48.2パーセントと、正しく理解している者の47.2パーセントを上回った。
この諺の原義と異なる解釈の根本は、「人の為ならず」の解釈を、「人の為（に）成る+ず（打消）」（他人のために成ることはない）と、中世日本語（「ならず」は「に非ず」の音便）の意味合いを誤って理解してしまう所にある。本来は「人の為なり（古語：「だ・である」という「断定」の意）+ず（打消）」、すなわち「他人のため、ではない（→自分のためだ）」となるからである。
- このため、人の為にならないとなれば『情けは人の為なるべからず』となる。

この諺の原義と異なる解釈が広まった背景には、現代日本語文法が普及して、中世日本語の意味が日本国民の意識から次第に薄れつつあり、「情けは質に置かれず」（経済的な意味のない情けは役に立たない）とか、「情けが仇」ということわざがあることも、このことわざの原義と異なる解釈を広めた一因でないかとも言われている